# Bistum London (Ontario)
Das Bistum London (lateinisch Dioecesis Londonensis, englisch Diocese of London) ist ein Bistum der römisch-katholischen Kirche in Kanada mit Sitz in London. Es erstreckt sich im Südwesten Ontarios über die Countys Elgin, Essex, Huron, Kent, Lambton, Middlesex, Norfolk, Oxford und Perth.
Das Bistum wurde am 21. Februar 1855 errichtet. Von 1859 bis 1869 befand sich der Sitz in Sandwich, heute Windsor (Ontario). Der Sitz des Bischofs ist die Kathedrale St Peter’s in London (Ontario). Sie wurde von 1880 bis 1885 im neugotischen Stil erbaut und 1961 zur Basilica minor erhoben.

## Liste der Bischöfe
- 1856–1866 Pierre Adolphe Pinsoneault
- 1867–1889 John Walsh
- 1890–1899 Denis T. O’Connor CSB
- 1899–1908 Fergus Patrick McEvay
- 1909–1931 Michael Francis Fallon OMI
- 1931–1950 John Thomas Kidd
- 1950–1963 John Christopher Cody
- 1964–1978 Gerald Emmett Carter
- 1978–2002 John Michael Sherlock
- seit 2002 Ronald Peter Fabbro CSB